# Bagrada hilaris

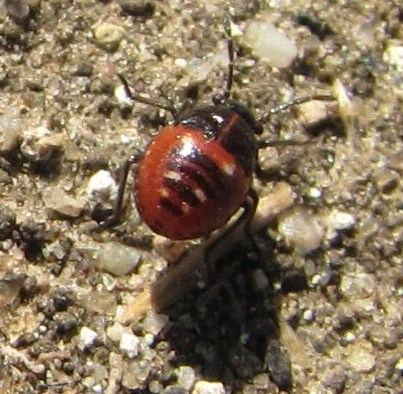
Nymphe von Bagrada hilaris

Bagrada (Bagrada) hilaris ist eine Wanze aus der Familie der Baumwanzen (Pentatomidae). Im Englischen trägt die Wanze auch die Bezeichnung Painted Bug („bemalte Wanze“).

## Merkmale
Die Wanzen werden 5 bis 7 Millimeter lang, wobei die Weibchen etwas größer werden als ihre männlichen Artgenossen. Die schwarz gefärbten Wanzen besitzen ein charakteristisches weiß-orangefarbenes Muster.

## Verbreitung
Die Art kommt ursprünglich aus Afrika, wo sie in Ost-, Zentral- und Südafrika sowie in Ägypten und im Senegal auftritt. Ferner wurde die Wanzenart an verschiedene weitere Orte auf der Welt verschleppt. In Europa ist sie auf Malta, Sizilien und Mazedonien vertreten. In Südasien ist sie in Indien und Sri Lanka vorhanden. Im Juni 2008 wurde die Wanzenart erstmals in den Vereinigten Staaten nachgewiesen. Bagrada hilaris hat sich mittlerweile in Mexiko sowie in den US-Bundesstaaten Kalifornien und Arizona etabliert.

## Lebensweise
Bagrada hilaris ist eine phytophage Wanze und gilt als Agrarschädling. Zu ihren Futterpflanzen gehören Kreuzblütler (Brassicaceae) wie Weißkohl, Grünkohl, Kohlrabi, Blumenkohl, Senf, Brokkoli und Rettich. Außerdem verursachen die Wanzen Fraßschäden an Papaya, Kartoffeln, Mais, Sorghumhirsen, Baumwolle, Kapern und weiteren Kulturpflanzen.
Die Wanzen treten hauptsächlich in den Frühjahrs- und Herbstmonaten in Erscheinung. Heiße Sommer wirken sich negativ auf den Wanzenbestand aus. Die Wanzen überwintern als Imago.